# Makita

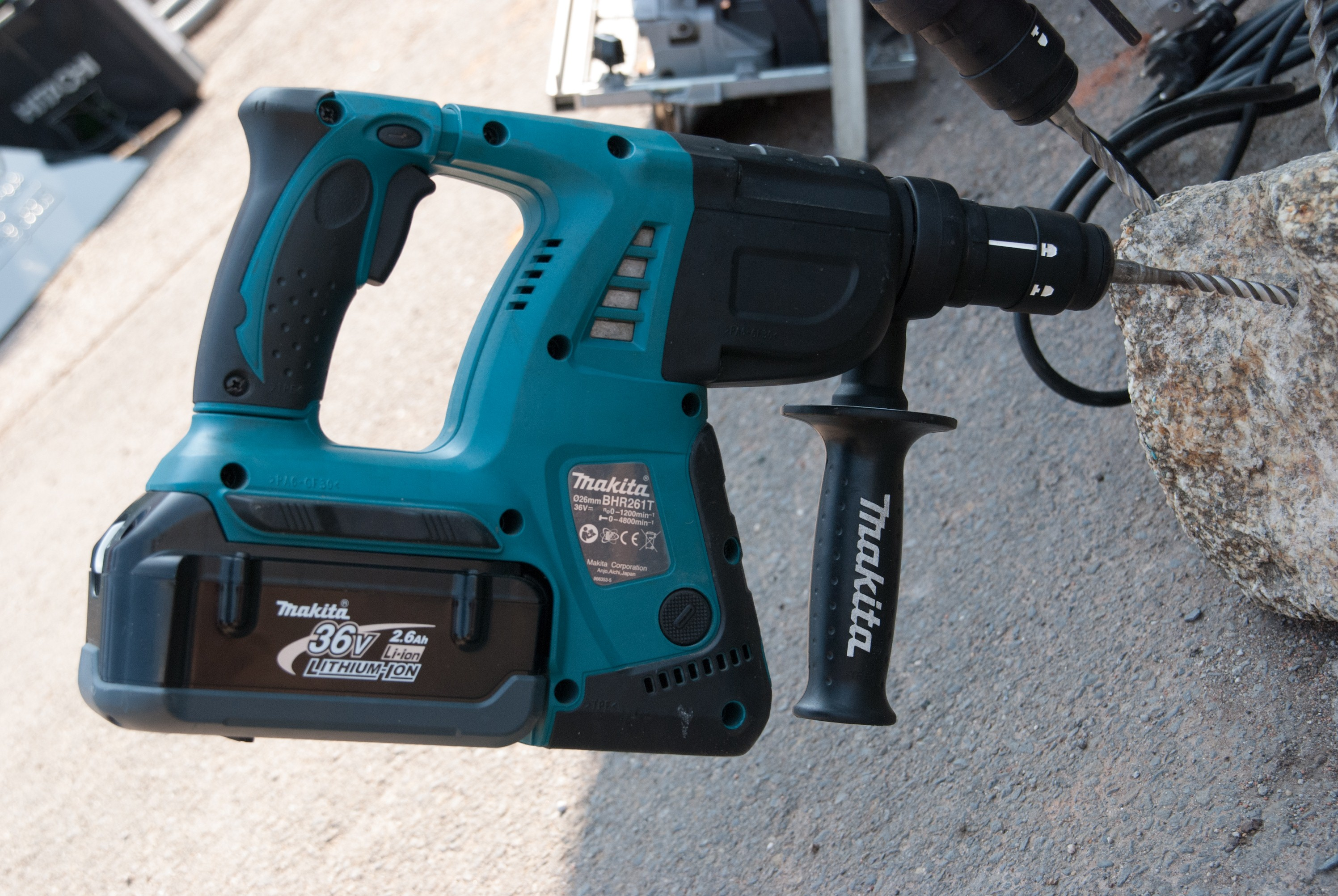
Ukázka akumulátorového vrtacího kladiva Makita BHR261 s nasazeným SDS plus vrtákem při použití v praxi. Na snímku je viditelné použití při vrtání do kamene

Makita je ochranná známka společnosti Makita Corporation – nadnárodní korporace založené v roce 1915 v japonském městě Andžó.
Specializuje se na výrobu elektrického nářadí, zejména na profesionální pneumatická a demoliční kladiva a akumulátorové nářadí. Továrny společnosti jsou v Japonsku, Číně, USA, Kanadě, Mexiku, Brazílii, Německu, Velké Británii a Rumunsku.
Celosvětový obrat firmy ve více než stovce zemí činil 1,8 miliardy dolarů. Společnost zaměstnává přes 8 500 pracovníků. V roce 1991 Makita koupila hamburskou firmu Dolmar.